# 2010-es magyar úszóbajnokság
A 2010-es magyar úszóbajnokságot – amely a 112. magyar bajnokság volt – júliusban rendezték meg Egerben.

## Eredmények

### Férfiak
| Versenyszám            | Arany                                                            | Arany    | Ezüst                                                                | Ezüst    | Bronz                                                             | Bronz    |
| ---------------------- | ---------------------------------------------------------------- | -------- | -------------------------------------------------------------------- | -------- | ----------------------------------------------------------------- | -------- |
| 50 m gyorsúszás        | Takács Krisztián Dunaferr-DVSI                                   | 22,51    | Kozma Dominik Kőbánya SC                                             | 22,86    | Keresztes Mátyás Bácsvíz-KVSC                                     | 23,47    |
| 100 m gyorsúszás       | Kozma Dominik Kőbánya SC                                         | 50,04    | Takács Krisztián Dunaferr-DVSI                                       | 50,15    | Makány Balázs Kőbánya SC                                          | 50,43    |
| 200 m gyorsúszás       | Kozma Dominik Kőbánya SC                                         | 1:05,43  | Bernek Péter Kőbánya SC                                              | 1:50,93  | Gercsák Balázs A Jövő SC                                          | 1:51,67  |
| 400 m gyorsúszás       | Kis Gergő Rája '94                                               | 3:51,71  | Gyurta Gergely A Jövő SC                                             | 3:54,03  | Gercsák Balázs A Jövő SC                                          | 3:57,33  |
| 800 m gyorsúszás       | Kis Gergő Rája '94                                               | 8:01,33  | Gyurta Gergely A Jövő SC                                             | 8:03,67  | Rákos Patrik Balaton UK Veszprém                                  | 8:20,04  |
| 1500 m gyorsúszás      | Kis Gergő Rája '94                                               | 15:25,21 | Gyurta Gergely A Jövő SC                                             | 15:29,36 | Rákos Patrik Balaton UK Veszprém                                  | 15:50,28 |
| 50 m hátúszás          | Cseh László Kőbánya SC                                           | 26,48    | Szilágyi Ádám Százhalombattai VSE                                    | 26,55    | Balog Gábor Bácsvíz-KVSC                                          | 26,87    |
| 100 m hátúszás         | Bernek Péter Kőbánya SC                                          | 56,14    | Szilágyi Ádám Százhalombattai VSE                                    | 56,42    | Balog Gábor Bácsvíz-KVSC                                          | 56,89    |
| 200 m hátúszás         | Bernek Péter Kőbánya SC                                          | 1:59,22  | Balog Gábor Bácsvíz-KVSC                                             | 2:01,32  | Verrasztó Dávid A Jövő SC                                         | 2:03,29  |
| 50 m mellúszás         | Bodor Richárd Pécsi VSE                                          | 28,36    | Szele Dávid FTC                                                      | 28,58    | Horváth Zoltán Delfin SE                                          | 29,12    |
| 100 m mellúszás        | Gyurta Dániel A Jövő SC                                          | 1:01,55  | Bodor Richárd Pécsi VSE                                              | 1:01,68  | Molnár Ákos A Jövő SC                                             | 1:02,31  |
| 200 m mellúszás        | Gyurta Dániel A Jövő SC                                          | 2:10,47  | Molnár Ákos A Jövő SC                                                | 2:14,43  | Bodor Richárd Pécsi VSE                                           | 2:16,07  |
| 50 m pillangóúszás     | Takács Krisztián Dunaferr-DVSI                                   | 24,46    | Cseh László Kőbánya SC                                               | 24,62    | Hős Péter A Jövő SC                                               | 24,75    |
| 100 m pillangóúszás    | Cseh László Kőbánya SC                                           | 52,66    | Hős Péter A Jövő SC                                                  | 53,86    | Pulai Bence Kőbánya SC                                            | 54,02    |
| 200 m pillangóúszás    | Cseh László Kőbánya SC                                           | 1:57,60  | Biczó Bence Pécsi VSE                                                | 1:57,94  | Bátka Bálint A Jövő SC                                            | 2:00,19  |
| 200 m vegyes úszás     | Cseh László Kőbánya SC                                           | 1:59,14  | Kis Gergő Rája '94                                                   | 2:01,67  | Verrasztó Dávid A Jövő SC                                         | 2:02,11  |
| 400 m vegyes úszás     | Kis Gergő Rája '94                                               | 4:13,22  | Cseh László Kőbánya SC                                               | 4:13,40  | Gyurta Gergely A Jövő SC                                          | 4:18,35  |
| 4 × 100 m gyorsváltó   | Kőbánya SC Kozma Dominik Makány Balázs Bernek Péter Cseh László  | 3:25,79  | Dunaferr-DVSI Takács Krisztián Szabó Attila Füzesy Dávid Sincki Ádám | 3:27,44  | A Jövő SC Gercsák Balázs Gyurta Dániel Hős Péter Verrasztó Dávid  | 3:28,79  |
| 4 × 200 m gyorsváltó   | Kőbánya SC Kovács Norbert Kozma Dominik Bernek Péter Cseh László | 7:26,86  | A Jövő SC Gercsák Balázs Molnár Ákos Gyurta Gergely Verrasztó Dávid  | 7:34,08  | BVSC Bagaméri Bence Csütörtöki Marcell Dajka Ádám Gáncsos Norbert | 7:46,37  |
| 4 × 100 m vegyes váltó | Kőbánya SC Bernek Péter Kozma Dominik Cseh László Makány Balázs  | 3:42,04  | A Jövő SC Verrasztó Dávid Gyurta Dániel Hős Péter Gercsák Balázs     | 3:44,73  | Delfin SE Nagy Péter Horváth Zoltán Egly Dániel Povázsai Zoltán   | 3:48,94  |

### Nők
| Versenyszám            | Arany                                                                  | Arany    | Ezüst                                                                            | Ezüst    | Bronz                                                               | Bronz    |
| ---------------------- | ---------------------------------------------------------------------- | -------- | -------------------------------------------------------------------------------- | -------- | ------------------------------------------------------------------- | -------- |
| 50 m gyorsúszás        | Fehérvári Júlia Békéscsaba Előre                                       | 26,46    | Bordás Beatrix Dunaferr-DVSI                                                     | 26,56    | Tompa Orsolya A Jövő SC                                             | 26,62    |
| 100 m gyorsúszás       | Verrasztó Evelyn A Jövő SC                                             | 54,87    | Mutina Ágnes A Jövő SC                                                           | 55,43    | Fehérvári Júlia Békéscsaba Előre                                    | 57,07    |
| 200 m gyorsúszás       | Mutina Ágnes A Jövő SC                                                 | 1:58,84  | Dara Eszter Kőbána SC                                                            | 1:59,38  | Jakabos Zsuzsanna ANK Úszóklub Pécs                                 | 2:01,35  |
| 400 m gyorsúszás       | Verrasztó Evelyn A Jövő SC                                             | 4:12,28  | Kapás Boglárka BVSC                                                              | 4:13,99  | Jakabos Zsuzsanna ANK Úszóklub Pécs                                 | 4:14,14  |
| 800 m gyorsúszás       | Mutina Ágnes A Jövő SC                                                 | 8:39,51  | Kádas Vivien Kőbánya SC                                                          | 8:40,61  | Kapás Boglárka BVSC                                                 | 8:40,66  |
| 1500 m gyorsúszás      | Kapás Boglárka BVSC                                                    | 16:53,77 | Kádas Vivien Kőbánya SC                                                          | 16:54,65 | Olasz Anna Szegedi UE                                               | 17:03,14 |
| 50 m hátúszás          | Dara Eszter Kőbána SC                                                  | 29,42    | Verrasztó Evelyn A Jövő SC                                                       | 29,69    | Povázsai Eszter Bp. Honvéd                                          | 30,12    |
| 100 m hátúszás         | Dara Eszter Kőbána SC                                                  | 1:02,79  | Szekeres Dorina Zalavíz UK                                                       | 1:03,33  | Jakabos Zsuzsanna ANK Úszóklub Pécs                                 | 1:03,56  |
| 200 m hátúszás         | Szekeres Dorina Zalavíz UK                                             | 2:13,78  | Szilágyi Liliána A Jövő SC                                                       | 2:16,68  | Nagy Réka Delfin SE                                                 | 2:18,87  |
| 50 m mellúszás         | Kovács Krisztina Bp. Honvéd                                            | 33,02    | Verrasztó Evelyn A Jövő SC                                                       | 33,10    | Sztankovics Anna A Jövő SC                                          | 22,12    |
| 100 m mellúszás        | Sztankovics Anna A Jövő SC                                             | 1:11,73  | Kovács Krisztina Bp. Honvéd                                                      | 1:12,89  | Pecz Réka A Jövő SC                                                 | 1:13,21  |
| 200 m mellúszás        | Jakabos Zsuzsanna ANK Úszóklub Pécs                                    | 2:35,19  | Sztankovics Anna A Jövő SC                                                       | 2:35,73  | Bor Katalin Delfin SE                                               | 2:38,68  |
| 50 m pillangóúszás     | Bordás Beatrix Dunaferr-DVSI                                           | 27,06    | Dara Eszter Kőbánya SC                                                           | 27,12    | Tompa Orsolya A Jövő SC                                             | 27,82    |
| 100 m pillangóúszás    | Dara Eszter Kőbánya SC                                                 | 59,32    | Jakabos Zsuzsanna ANK Úszóklub Pécs                                              | 1:00,58  | Tompa Orsolya A Jövő SC                                             | 1:00,69  |
| 200 m pillangóúszás    | Jakabos Zsuzsanna ANK Úszóklub Pécs                                    | 2:10,07  | Dara Eszter Kőbánya SC                                                           | 2:11,17  | Kapás Boglárka BVSC                                                 | 2:11,42  |
| 200 m vegyes úszás     | Verrasztó Evelyn A Jövő SC                                             | 2:12,62  | Kovács Réka Kőbánya SC                                                           | 2:18,22  | György Réka Kőbánya SC                                              | 2:19,65  |
| 400 m vegyes úszás     | György Réka Kőbánya SC                                                 | 4:53,11  | Kovács Réka Kőbánya SC                                                           | 4:55,69  | Szilágyi Liliána A Jövő SC                                          | 5:02,85  |
| 4 × 100 m gyorsváltó   | A Jövő SC Tompa Orsolya Joó Sára Mutina Ágnes Verrasztó Evelyn         | 3:47,17  | Kőbánya SC Zombai Annamária Orosz Viktória György Réka Dara Eszter               | 3:52,50  | BVSC Mór Baranyai Erika Bucz Ágnes Kovács Anett Kapás Boglárka      | 3:54,02  |
| 4 × 200 m gyorsváltó   | A Jövő SC Verrasztó Evelyn Joó Sára Szilágyi Liliána Mutina Ágnes      | 8:13,16  | Kőbánya SC Dara Eszter Zombai Annamária Kádas Vivien György Réka                 | 8:16,27  | BVSC Kapás Boglárka Bucz Ágnes Mór Baranyai Erika Kovács Anett      | 8:27,13  |
| 4 × 100 m vegyes váltó | A Jövő SC Verrasztó Evelyn Sztankovics Anna Tompa Orsolya Mutina Ágnes | 4:16,39  | Bp. Honvéd Povázsai Eszter Kovács Krisztina Földházi Zsófia Ludmerszki Bernadett | 4:20,70  | BVSC Kapás Boglárka Bucz Eszter Lennert Dorottya Mór Baranyai Erika | 4:23,95  |